# Rzepin (gemeente)
De gemeente Rzepin is een stad- en landgemeente in het Poolse woiwodschap Lubusz, in powiat Słubicki.
Zetel van de gemeente is in de stad Rzepin.
De gemeente bestaat daarnaasst uit: Drzeńsko, Gajec, Jerzmanice, Kowalów, Lubiechnia Mała, Lubiechnia Wielka, Maniszewo, Nowy Młyn, Radów, Rzepinek, Serbów, Starków, Starościn, Sułów
Op 30 juni 2004 telde de gemeente 9932 inwoners.

## Oppervlakte gegevens
In 2002 bedroeg de totale oppervlakte van gemeente Rzepin 191,11 km², waarvan:
- agrarisch gebied: 40%
- bossen: 51%

De gemeente beslaat 19,12% van de totale oppervlakte van de powiat.

## Demografie
Stand op 30 juni 2004:
| Omschrijving                   | Totaal | Totaal | Vrouwen | Vrouwen | Mannen | Mannen |
| ------------------------------ | ------ | ------ | ------- | ------- | ------ | ------ |
| eenheid                        | aantal | %      | aantal  | %       | aantal | %      |
| inwoners                       | 9932   | 100    | 4988    | 50,2    | 4944   | 49,8   |
| bevolkingsdichtheid (inw./km²) | 52     | 52     | 26,1    | 26,1    | 25,9   | 25,9   |

In 2002 bedroeg het gemiddelde inkomen per inwoner 1476,55 zł.

## Aangrenzende gemeenten
Cybinka, Górzyca, Ośno Lubuskie, Słubice, Torzym